# Rasse

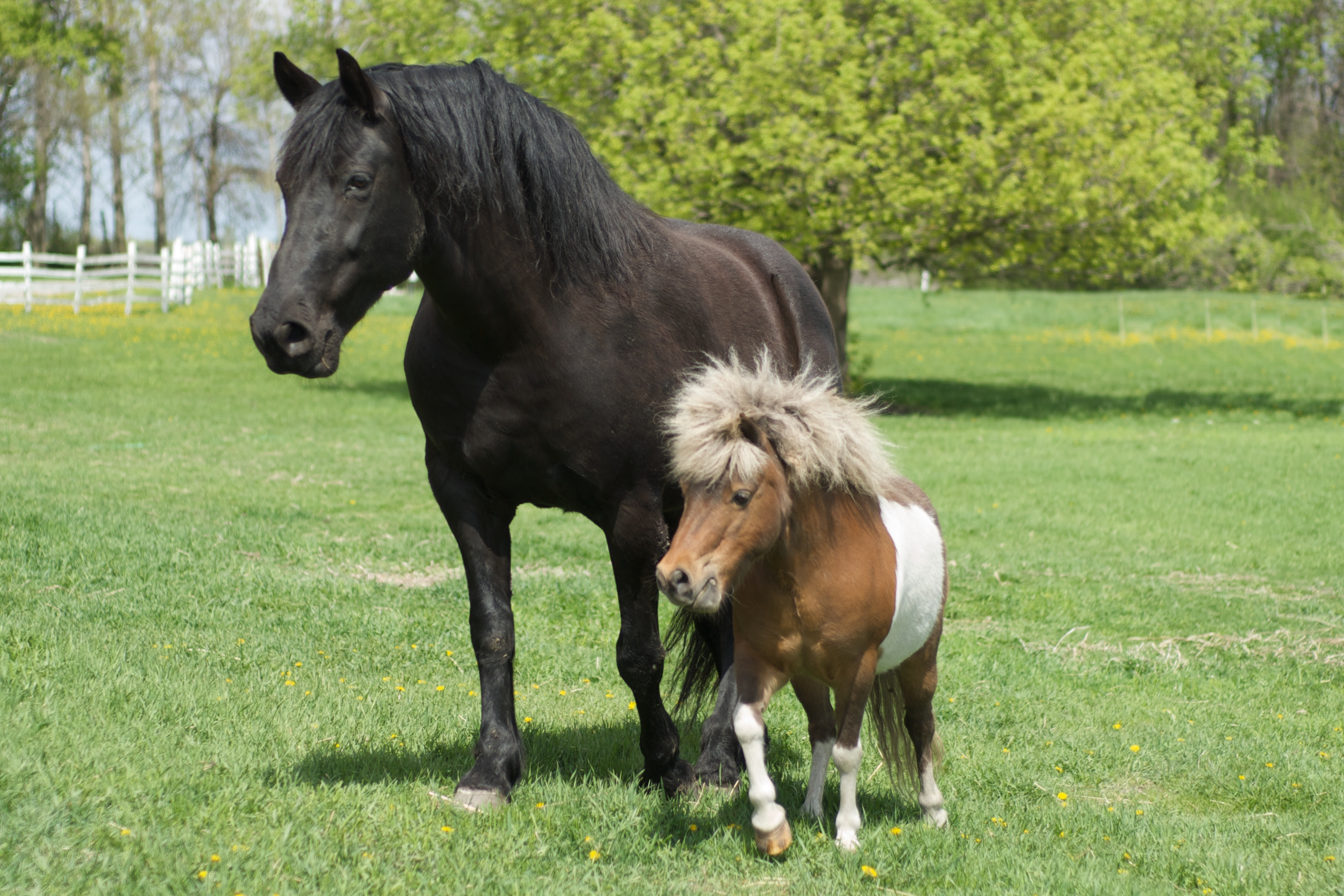
Die Zucht von Nutz- und Haustieren mit bestimmten Eigenschaften ergibt unterschiedliche „Rassen“ (Gruppen unterhalb einer biologischen Tierart)

Rasse ist (außer im Zuchtwesen) eine umstrittene Bezeichnung für eine Gruppe von Individuen der gleichen (Tier-)Art, die anhand von Ähnlichkeiten des Phänotyps (Aussehen, physiologische Merkmale, Verhalten) klassifiziert werden. Mit der Abgrenzung zu einer bestimmten „Rasse“ wird oft eine direkte genetische Abstammungslinie aller Gruppenmitglieder unterstellt.
Seit jeher unscharf definiert, wurde der Ausdruck „Rasse“ früher auf alle möglichen Ebenen angewendet (etwa anstelle von „Art“ oder „Spezies“). Seit Beginn des 20. Jahrhunderts fand eine Festlegung auf subspezifische Gruppen statt (unterhalb der Ebene der Art). Damit wurde (geographische) „Rasse“ weitgehend synonym zur Bezeichnung „Unterart“.
In der Biologie wird die Bezeichnung etwa seit Beginn der 1970er-Jahre vermieden. Von „Rassen“ wird nur noch in Zusammenhang mit der Tierzucht gesprochen, die absichtlich eigene Populationen mit bestimmten Merkmalen züchtet.
Die Einteilung auch der Spezies Mensch in Rassen oder Unterarten hingegen ist aus wissenschaftlicher Sicht überholt (vergleiche Rassentheorie). Die sichtbaren Unterschiede von Menschen aus verschiedenen geographisch getrennten Gebieten führen nicht zu objektiv abgrenzbaren Gruppen, weil sichtbare Unterschiede nicht notwendig auf das Vorhandensein genetischer Unterschiede jenseits des Phänotyps hindeuten – die genetische Variationsbreite innerhalb der sog. „Rassen“ ist zwar nicht immer, aber oft größer als zwischen ihnen:
„Beim Menschen besteht der mit Abstand größte Teil der genetischen Unterschiede nicht zwischen geographischen Populationen, sondern innerhalb solcher Gruppen. […] Äußere Merkmale wie die Hautfarbe, die für die typologische Klassifikation oder im alltäglichen Rassismus verwendet werden, sind eine höchst oberflächliche und leicht wandelbare biologische Anpassung an die jeweiligen örtlichen Gegebenheiten.“
Zur Beschreibung der individuellen Zugehörigkeit zu einer Völkergruppe ist allgemein die Bezeichnung Ethnie üblich. Wenn es um geographische Nähe mit Genaustausch geht, lässt sich der Begriff Population verwenden.

## Begriffsverwendung, Definition

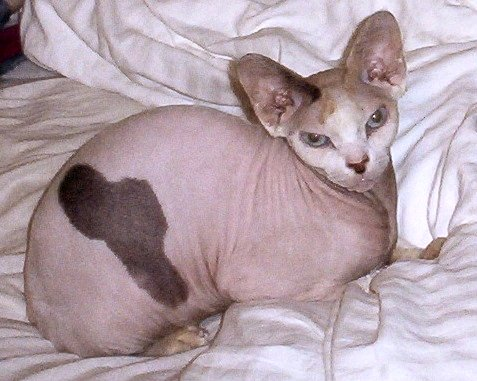
Die Zuchtziele auf bestimmte Rassemerkmale kann kranke, deformierte, „überzüchtete“ Individuen hervorbringen, siehe auch Qualzucht – Foto: Nacktkatze

Aktuell wird die Bezeichnung „Rasse“ taxonomisch nur noch für Haustiere verwendet (vergleiche Rasse (Züchtung) bzw. Sorte bei Pflanzen). In der übrigen Biologie wird die Bezeichnung seit den 1950er-Jahren immer seltener gebraucht. Obwohl manche Biologen der Ansicht sind, es sei möglich, menschliche Populationen mit genetischen Unterschieden zu finden, die in etwa verschiedenen Ökotypen bei anderen biologischen Arten entsprechen, haben diese Populationen nichts mit den traditionell definierten Menschenrassen gemein, und eine Verwendung des Begriffs Rasse im taxonomischen Sinn sei aufgrund des umfangreichen Genflusses zwischen ihnen nie gerechtfertigt.
Die natürlich entstandene Vielfalt innerhalb einer Art wird mittlerweile als „genetische Variation“ bezeichnet.
Eine Definition aus der Tierzucht wurde von Hans Hinrich Sambraus formuliert:

„Eine Rasse ist eine Gruppe von Nutztieren, die einander aufgrund ihrer gemeinsamen Zuchtgeschichte und ihres Aussehens, aber auch wegen bestimmter physiologischer (= den Stoffwechsel betreffend) und ethologischer (= das Verhalten betreffende) Merkmale sowie der Leistungen weitgehend gleichen.“

Eine mögliche allgemeinere Definition von Rasse ist (im Zusammenhang mit Genetik):

„Eine phänotypische und/oder geographische abgegrenzte subspezifische Gruppe, zusammengesetzt aus Individuen, die eine geographisch oder ökologisch definierte Region bewohnen, und die charakteristische Phänotyp- oder Gen-Sequenzen besitzen, die sie von ähnlichen Gruppen unterscheiden. Die Anzahl der Rassengruppen, die man innerhalb einer Art unterscheiden möchte, ist gewöhnlich willkürlich gewählt, sollte aber dem Untersuchungszweck angemessen sein.“

Diese Definition geht wesentlich auf den Genetiker Theodosius Dobzhansky (1900–1975) zurück.
Aktuell gilt unter Haustiergenetikern jedoch ebenso die Formel „Eine Rasse ist eine Rasse, wenn dies genügend Leute bezeugen“, die deutlich macht, dass es auch hier keine einheitliche und allgemein verwendbare Definition des Begriffs gibt.
Die zunehmende Meidung der Bezeichnung beruht vor allem auf der Verwendung für „Menschenrassen“. Dieses Konzept wurde und wird noch immer als Begründung für Rassismus herangezogen. Nach Forschungen zur Genetik menschlicher Populationen ist das Konzept der Menschenrasse wissenschaftlich überholt. Anthropologen und Humangenetiker vor allem in den USA verwenden den – nicht ganz deckungsgleichen – Begriff „race“ aber teilweise weiter. Auch die Verwendung im Rahmen der biomedizinischen Forschung ist in Nordamerika weiterhin gängig und hat im Rahmen der genomischen Forschung im Zusammenhang mit der personalisierten Medizin seit etwa 2000 eher wieder zugenommen, auch wenn dies fachlich tendenziell kritisch gesehen wird.
Die französische Nationalversammlung beschloss am 12. Juli 2018 auf Initiative Präsident Macrons und seiner Partei La République en Marche einstimmig, „Rasse“ aus Artikel 1 der französischen Verfassung zu streichen: Der nach dem Zweiten Weltkrieg seit 1946 darin ursprünglich als Gegensatz zu den deutschen nationalsozialistischen Rassentheorien aufgeführte Begriff sei veraltet. Im Diskriminierungsverbot des Artikel 3 des Grundgesetzes für die Bundesrepublik Deutschland wird „Rasse“ nach wie vor aufgeführt. Obwohl es Zweifel daran gab, ob der Begriff an der Stelle noch opportun sei und seine Streichung oder Ersetzung lange diskutiert wurde, entschied sich die Bundesregierung im Februar 2024 mangels eines passenderen Begriffs für dessen Beibehaltung. Auch der Zentralrat der Juden in Deutschland hatte sich für den Erhalt ausgesprochen, weil man befürchtete, dass die Streichung des Begriffs „Rasse“ aus dem Grundgesetz die Erinnerung an die Shoah gefährden könnte. In den Landesverfassungen Brandenburgs und des Saarlands wurde der Begriff 2013 bzw. 2024 gestrichen; in der thüringischen Verfassung ist er nicht enthalten.

## Begriffsgeschichte, Etymologie

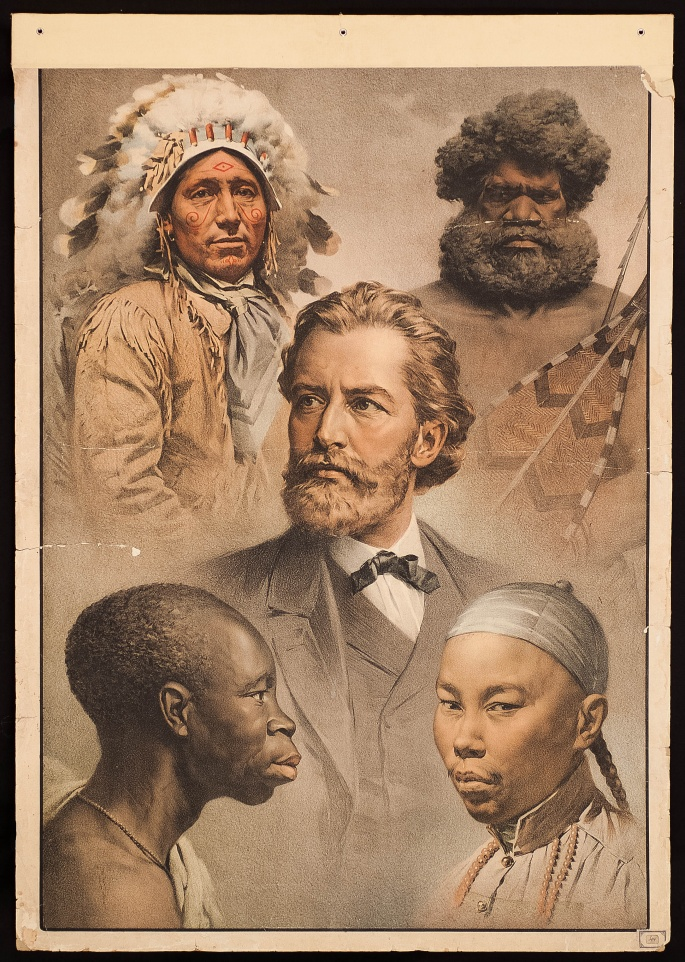
Der Begriff Rasse enthielt seit jeher eine wertende Komponente, die bei der Anwendung auf den Menschen in der eurozentrischen Idee einer angeblich höherwertigen „weißen Rasse“ gipfelte.

Die genaue Herkunft des Wortes „Rasse“ ist unklar; es werden unterschiedliche, stark voneinander abweichende Erklärungen vertreten. In der Literatur werden häufig Ableitungen vom lateinischen „radix“ (Wurzel im genealogischen Sinne), von „generatio“ (Geschlecht im genealogischen Sinne, aber auch „Art“, im Sinne von „Wesen eines Dings“), sowie „ratio“ (ebenfalls in der Bedeutung „Wesen eines Dings“ oder „Art und Weise“) beschrieben.
Eine alternative Herleitung des Wortes führt nach Spanien; es wird als Hispanisierung des arabischen رأس / raʾs / ‚Kopf, Ursprung‘ zu raza gedeutet. Belegt sind einzelne Verwendungen in den romanischen Sprachen seit dem frühen 13. Jahrhundert. In Frankreich ist das Wort seit dem 15./16. Jahrhundert bezeugt; es ist entlehnt aus ital. razza, 14. Jahrhundert. Eine weitere Herleitung aus einem langobardischen Rechtsausdruck *raisa (zu reißen als „Abstammungslinie“) erscheint allerdings weitgehend spekulativ.
Die früheste bislang bekannte Verwendung in der spanischen Literatur erfolgte 1438 durch den Priester Alfonso Martínez de Toledo:

„Man nehme zwei Söhne an, den eines Bauern und den eines Ritters: Beide wüchsen im Gebirge unter der Erziehung eines Mannes und eines Weibes auf. Du wirst sehen, dass der Bauer sich weiterhin über die Dinge eines Dorfes, so wie ackern, graben und Holz mit dem Vieh einsammeln, erfreuen wird; und der Sohn des Ritters wird sich nur dann erfreuen, wenn er reitend Waffen zu horten vermag und Messerstiche erteilen darf. Dies beabsichtigt die Natur, so wirst Du dieses in jenen Orten, in denen Du leben wirst, Tag für Tag beobachten können, so dass der Gute einer guten Rasse [rraça] von seiner Herkunft angezogen wird und der Benachteiligte, einer gemeinen Rasse [rraça] und Herkunft angehörig, unabhängig wer er ist und wie reich er sein mag, sich niemals von einer anderen Herkunft angezogen fühlen wird, als woher er ursprünglich stammt.“

Dieser frühe Text beinhaltet bereits die Vorstellung unveränderlicher, durch Natur und Abstammung festgelegter Wesenszüge im Kontext der weltlichen und kirchlichen Feudalherrschaft.
Abweichend von der späteren naturwissenschaftlichen Bedeutung einer durch gemeinsame somatische Merkmale gekennzeichneten Gruppe lag hier die Vorstellung einer langen Ahnenreihe zugrunde, innerhalb derer sich hervorragende Qualität nicht notwendigerweise gebunden an erkennbare physische Charakteristika vererbt. In entsprechender Weise wurde die Bezeichnung parallel auch in der Pferdezucht gebräuchlich.
Eingang in das Recht erfuhr die Bezeichnung in den „Estatutos de limpieza de sangre“ (Statuten von der «Reinheit des Blutes»), die erstmals 1449 in Toledo erlassen wurden und als früher Vorläufer der Nürnberger Rassegesetze gelten. Derartige Gesetze und Verordnungen existierten an verschiedenen Orten und in unterschiedlichen Versionen bis ins 19. Jahrhundert.

„[…] es wurde ein Kirchenstatut von unserem Erzbischof von Toledo vorgeschlagen, welches forderte, dass seit jenem Tage alle Kirchenpfründe jener Heiligen Kirche sowie Würdenträger wie etwa Domherren, Kostverteiler, Kapläne und Kleriker Altchristen sein müssen, also ohne Rasse eines Juden, Mauren oder Häretikers […].“

In Frankreich trug im 16. Jahrhundert der Streit zwischen dem Geburts- (französisch noblesse de race) und dem Amtsadel (noblesse de robe) dazu bei, dass die Bezeichnung race gebräuchlich wurde. In der Folgezeit breitete sie sich auch in anderen Ländern aus.
Im 17. Jahrhundert benutzte der französische Forscher François Bernier die Bezeichnung noch synonym zu „espèce“ (Art). Er gilt als der erste Forscher, der die Bezeichnung im Rahmen einer anthropologischen Taxonomie zum Zwecke der Klassifikation von Menschen verwendete. Obwohl die Unterscheidung der Menschheit in die konventionellen, unter anderem durch die Hautfarbe definierten „Menschenrassen“ im 18. und 19. Jahrhundert üblich war, war die Bezeichnung „Rasse“ dafür zunächst keineswegs unumstritten. So teilte der Begründer der modernen Taxonomie, Carl von Linné, in Systema Naturae die Art Mensch (Homo sapiens) in vier (zuletzt in fünf) Varietäten ein; Johann Friedrich Blumenbach, einer der Begründer der Anthropologie, unterschied fünf Varietäten. (Zur weiteren Verwendung für Menschenrassen vergleiche Geschichte der Rassentheorien.)
Seit der 2. Hälfte des 18. Jahrhunderts wurde Rasse als „ein naturgeschichtlicher Ordnungsbegriff zur Bezeichnung einer Tier- beziehungsweise Pflanzengruppe mit übereinstimmenden typischen, vererbbaren Merkmalen des äußeren Erscheinungsbildes“ verwendet, oft im eingeschränkten Sinne eines durch Züchtung gewonnenen „edlen Geschlechts mit ausgeprägten, hervorragenden Eigenschaften“.
Im Deutschen war seit dem 18. Jahrhundert bis zur Rechtschreibreform von 1901 die am Französischen orientierte Schreibweise Race üblich. Die Bedeutung war relativ weit und unbestimmt im Sinne von „Geschlecht, Stamm, Abstammung, Nachkommenschaft, Gattung, Sorte, Art (von Menschen und Tieren), also für eine Gruppe von Individuen mit bestimmten gemeinsamen Eigenschaften“ gefasst.
In der deutschen Umgangssprache wurde das Wort Rasse noch im 1933 erschienenen Roman Die Feuerzangenbowle positiv verwendet, dort für die (körperlichen) Eigenschaften einer jungen Frau. Diese substantivische Verwendung ist weitgehend verschwunden, lebt aber in dem Adjektiv rassig fort, das zur Charakterisierung von Dingen (beispielsweise Wein), aber auch Lebewesen weiterhin in einem zumeist nicht biologisch bestimmten, allgemeinen Sinn (etwa würzig, scharf, pikant) gebraucht wird.

## Anthropologie (Menschenrassen)

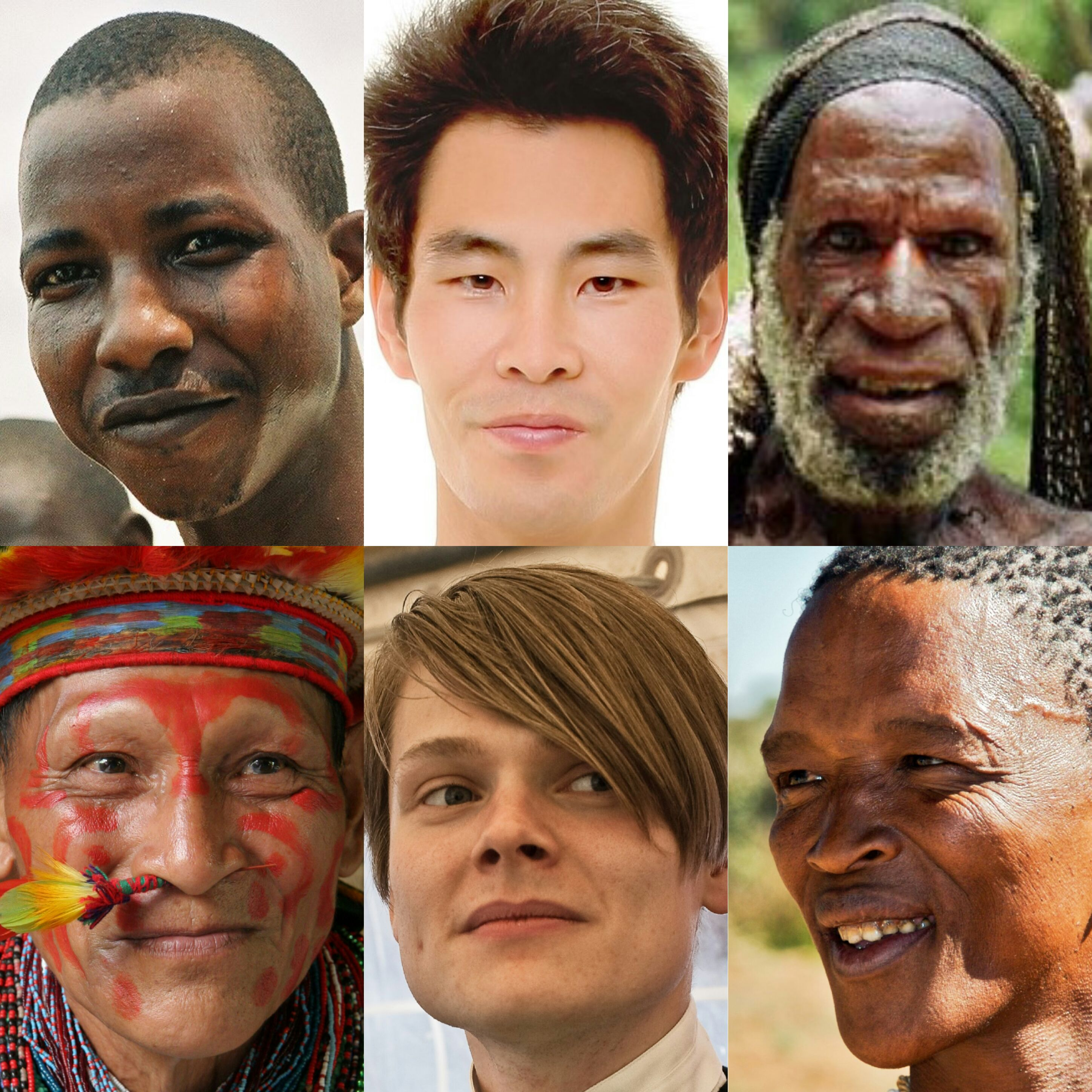
Stellt man Menschen sehr weit voneinander entfernter Populationen nebeneinander, kann durch die große phänotypische Variation der falsche Eindruck allgemein abgrenzbarer Menschenrassen entstehen. Der Übergang ist jedoch oft fließend und die genetische Variation auch innerhalb der angenommenen Rasse so groß, dass das Rassenkonzept beim Menschen in den Wissenschaften keine Anwendung mehr findet.

In verschiedenen gesellschaftlichen und politischen Milieus und zu verschiedenen Zeiten erfuhr die Bezeichnung „Rasse“ jeweils unterschiedliche Verwendungen. Derartige Untergliederungen der Menschheit waren manchmal neutral gemeinte Versuche einer Klassifizierung, in der Regel aber, bewusst oder unbewusst, mit Wertungen verbunden, sie wurden als scheinbare wissenschaftliche Grundlagen für den Rassismus, oder zumindest Ethnozentrismus, und zur Rechtfertigung der Sklaverei missbraucht. Für die meisten Biologen des Zeitalters des Kolonialismus stand die Überlegenheit der „weißen“ oder „kaukasischen“ Rasse außer Frage, wobei meist die Angehörigen der eigenen Nation die Spitzenstellung einnahmen. Viele Wissenschaftler, wie der Biologe Ernst Haeckel, hielten den Unterschied zwischen den Rassen für so bedeutend, dass er, auf eine andere Art als den Menschen angewendet, zur Unterscheidung mehrerer Arten hinreichen würde. In Deutschland und anderen Ländern führten diese Kategorisierungen letztlich zur „arischen Herrenrasse“ der Nationalsozialisten.
Diese nationalsozialistischen Ideen waren an die damaligen Vorstellungen führender deutscher Anthropologen und Humangenetiker anknüpfungsfähig. Diese Vorstellungen bezogen sich auf das Vorhandensein menschlicher Rassen, insbesondere im Zusammenhang mit eugenischen Bestrebungen. Hinzu kam, dass an federführenden Universitäten auf diesem Gebiet, wie etwa an der Universität Jena, ohnehin ein insgesamt antisemitischer Geist vorherrschte. Dazu gehörte auch die Annahme  gewichtiger Unterschiede zwischen Juden und anderen Europäern. Die Fokussierung auf das  Arische  entstammte dabei nicht der Biologie, sondern den Sprachwissenschaften.
Laut dem amerikanischen Biochemiker und Unternehmer Craig Venter, dessen Firma Celera Corporation erstmals ein gesamtes menschliches Genom (DNA) sequenzierte und das Ergebnis im September 2007 veröffentlichte,

„[…] bestimmt der [menschliche] genetische Code keine Rasse, die ist ein rein gesellschaftliches Konstrukt […] Es gibt mehr Unterschiede zwischen Menschen schwarzer Hautfarbe [selbst] als zwischen Menschen schwarzer und heller Hautfarbe und es gibt mehr Unterschiede zwischen den sogenannten Kaukasiern als zwischen Kaukasiern und Nicht-Kaukasiern.“

Entsprechende Unterschiede der Erscheinung von Menschen haben ihre Ursache vor allem in Migration, Selektion infolge Evolution, Umwelteinflüssen sowie soziokulturell unterschiedlichen Entwicklungen.
2011 schreibt der US-amerikanische Anthropologe Bernard Wood in seinem Standardwerk Encyclopedia of Human Evolution:
„Im Gebiet der Genetik wurde ‚Rasse‘ in der Vergangenheit genutzt, um Zuchtlinien, Gruppen oder Unterarten von Arten zu beschreiben. In Bezug auf moderne Menschen wurde der Ausdruck mit politischen und soziokulturellen Konzepten verbunden, die sich nicht mit aussagefähigen biologischen Einheiten und biologischen Gegebenheiten decken, weswegen ‚Rasse‘ nicht als biologische Einheit oder als klassifikatorisches Element für moderne Menschen geeignet ist.“

### „race“ als sozialwissenschaftlicher Begriff
Insbesondere im englischsprachigen Kontext wird in wissenschaftlichen und politischen Kontexten (vergleich etwa Race (United States Census)) weiterhin der Begriff „race“ verwendet. Eine Übersetzung ins Deutsche als „Rasse“ ist wegen der Rassentheorie des deutschen Nationalsozialismus und des dieser Theorie zugrunde liegenden Biologismus nicht ohne weiteres möglich, sodass auch in deutschsprachigen Publikationen mitunter die Bezeichnung „race“ unübersetzt verwendet wird. Ähnlich wie der Begriff Gender soll dieser die soziale Konstruiertheit der Kategorie hervorheben und eine Analyse struktureller Ungleichheit und Diskriminierung ermöglichen. Als Variable wird die „race“ von Befragten hauptsächlich dadurch erfasst, dass gefragt wird, mit welcher „race“ sie sich identifizieren. Cengiz Barskanmaz plädiert dafür, den Begriff „Rasse“ im juristischen Kontext als Verweis auf eine soziale Konstruktion beizubehalten, aber in der rechtswissenschaftlichen Literatur verbreitete biologistische Begriffsverständnisse zurückzuweisen. Darüber, wie und ob die Kategorie „race“ zu nutzen sei, gibt es weiterhin Kontroversen.

## Philosophische Debatten um die Ontologie von „Rasse“
Innerhalb der Critical Philosophy of Race und der Philosophie wird ebenfalls darüber debattiert, was „race“ ist, ob es so etwas wie „races“ gibt und wie mit der (Nicht-)Existenz von „races“ umzugehen ist. Die verbreitetsten Positionen innerhalb dieser metaphysischen Debatte lassen sich als Eliminativismus und als Konstruktivismus bezeichnen, eine dritte, eher randständige Position spielt in Bezug auf „Rasse“ der Naturalismus.

### Eliminativismus
Die Position von Autoren wie Anthony Appiah und Naomi Zack wird einerseits als „racial scepticism“ bezeichnet, weil sie die Existenz von Rassen anzweifelt, andererseits als „Eliminativismus“, weil sie mit einer normativen Ablehnung des Konzepts „race“ insgesamt verbunden ist. Ihre Skepsis in Bezug auf die Existenz von Rassen begründet Zack damit, dass sich alle Theorien, die „Rassen“ wissenschaftlich verankern wollten, also etwa Theorien die anhand von Essenzen, Geographie, Phänotypen, Genotypen oder Genealogie für die Existenz von Rassen argumentiert haben, als falsch erwiesen haben. Weil sich das Konzept „Rasse“ somit nicht sinnvoll auf eine bestimmte Gruppe (als Referenten) beziehen lasse, sei es logisch inkohärent. Zack räumt allerdings ein, dass es einerseits eine Geschichte des positiven Bezugs auf „race“ insbesondere für nicht-weiße Menschen gebe, für die „race“ ein bedeutsames Symbol im Widerstand gegen Unterdrückung darstelle. Außerdem sei nicht klar, wie sich die Vorstellung von Rassen eliminieren lasse, ohne dass zuvor auch Rassismus verschwinden müsse. Die Rede- und Lehrfreiheit mache es außerdem unmöglich, „Rasse“ aus dem öffentlichen Diskurs zu verbannen. Auch Appiah erkennt an, dass Vorstellungen von „Rasse“, auch ohne dass diese sich wissenschaftlich begründen ließen, gesellschaftlich und individuell bedeutsam seien. In jüngeren Schriften hat er dementsprechend auch seine eliminativistische Position abgeschwächt.

### Konstruktivismus
Philosophen wie Charles W. Mills, Linda Martín Alcoff oder Sally Haslanger lehnen ebenfalls traditionelle Vorstellungen von „Rassen“ ab, betonen aber die soziale Bedeutung der Kategorie „race“ im Leben von Menschen. Sie betonen damit die soziale Realität von „race“. „Race“ habe somit keinen Ursprung in einer objektiven Realität, sondern sei ein Ergebnis sozialer Konstruktion. Das bedeutet, dass es sich um das Ergebnis von Vorstellungen und Praktiken einer Gesellschaft oder in Teilen der Gesellschaft handele, die nicht unbedingt durch andere Fakten begründet sein müssten. Während Eliminativismus und Naturalismus davon ausgehen, dass „Rassen“, wenn sie existieren (würden), natürliche Arten darstellen, werden sie im Konstruktivismus also als „soziale Arten“ (social kinds) betrachtet. Den Prozess, durch den Gruppen als „races“ wahrgenommen und kategorisiert werden, nennt Haslanger „Rassifizierung“ (racialization). Eine Gruppe sei „(im Kontext C) dann und nur dann rassifiziert, wenn (per Definition) ihre Mitglieder (in C) auf irgendeiner Dimension (wirtschaftlich, politisch, rechtlich, sozial usw.) gesellschaftlich als minderwertig oder privilegiert positioniert sind (oder wären) und die Gruppe durch beobachtete oder eingebildete Körpermerkmale, von denen angenommen wird, dass sie ein Beweis für die Zugehörigkeit zu einer bestimmten geografischen Region sind, als Ziel für diese Behandlung ‚markiert‘ wird“. Normativ ergibt sich aus dem Konstruktivismus die Position, dass „races“ als Kategorien beibehalten werden sollten, um Ungerechtigkeiten und Ungleichbehandlung wirksam angehen zu können, etwa durch Affirmative Action. Konstruktivistische Positionen unterscheiden sich außerdem etwa anhand der Bedeutung, die dem Politischen oder der Kultur zukommt. Während Haslanger die Bedeutung von „race“ durch Machtstrukturen bedingt sieht, betont Chike Jeffers, dass auch kulturelle Aspekte die Identität von etwa Schwarzen Personen beeinflussten.

### Naturalismus
Naturalistische Positionen argumentieren, dass es möglicherweise genetisch bestimmbare Gruppierungen innerhalb der Spezies Mensch gebe, was die Verwendung des Begriffs „race“/„Rasse“ rechtfertigen könne. Diese Gruppen seien aber nicht durch eine bestimmte „Essenz“ oder durch eine klare Abgrenzbarkeit voneinander gekennzeichnet, wodurch der Naturalismus aktuellen wissenschaftlichen Erkenntnissen nicht widerspreche. Die meisten Naturalisten stellen somit auch nicht die Bedeutung sozialer Konstruktion infrage; Philipp Kitcher argumentiert, dass „race“ sowohl biologisch real als auch sozial konstruiert sei. In der Medizin sei es aber beispielsweise sinnvoll, genetische Unterschiede zwischen Populationen zu berücksichtigen. Kitcher mahnt allerdings zu Vorsicht, da das Beibehalten der Kategorie „race“ möglicherweise Schaden anrichten könne, der gegenüber der Nützlichkeit des Konzepts stets abgewogen werden müsse.

## Biologie
Der Terminus „Rasse“ gelangte aus der Tierzucht in die frühe Biologie. Dort wurde er dann lange Zeit auf verschiedenen taxonomischen Ebenen auf oder unterhalb des Artniveaus zur Klassifizierung und Einordnung von Organismen verwendet. Definition und Gebrauch von „Rasse“ erfolgten nicht einheitlich, was eine Vielzahl unterschiedlicher Typen von Rassen zur Folge hatte, die weder gegeneinander noch klar gegen höhere oder niedere Taxa abgrenzbar waren. Deshalb wird oft die Bezeichnung Unterart verwendet. Vor allem in der englischen Fachliteratur ist die Rasse (auch: „Subspezies“) in der Hierarchie zwischen Art (Spezies) und Zuchtlinie angesiedelt.
Abseits der Verwendung für Menschenrassen wurde der Begriff nach den 1950er-Jahren noch in folgenden Zusammenhängen verwendet:
- Wirtsrasse (englisch host race): Wirtsrassen sind morphologisch ununterscheidbare Formen von phytophagen Insekten oder Pathogenen, die sich bei Arten mit auf Artebene breitem Wirtsspektrum auf einzelne Wirte spezialisiert haben.[48] Bekannt geworden und seit langem intensiv erforscht sind zum Beispiel die Wirtsrassen der Apfelfruchtfliege (Rhagoletis pomonella).[49]
- Ökologische Rasse. Ökologische Rassen sind Entwicklungslinien innerhalb polymorpher Arten, die sich meist physiologisch auf bestimmte Umweltbedingungen spezialisiert haben.[50] Die Variation kann dabei innerhalb abgegrenzter Gruppen erfolgen oder klinal sein. Heute wird dafür meist der Ausdruck Ökotyp bevorzugt.
- Geographische Rasse. Geographische Rassen sind meist parapatrisch, d. h. in aneinandergrenzenden, aber nicht überlappenden Gebieten verbreitete Formen von Arten, die sich geringfügig, aber systematisch unterscheiden, zum Beispiel durch Färbungs- oder Zeichnungsmuster. Da sie frei miteinander kreuzbar sind, ist in der Kontaktzone meist eine Hybridzone ausgebildet. Geographische Rassen werden in der Zoologie heute taxonomisch als Unterarten (Subspezies) beschrieben: Dies wird teilweise ausdrücklich empfohlen, um die Bezeichnung „Rasse“ zu vermeiden.[51] Dennoch werden bis heute beispielsweise die geographischen Formen der Honigbiene (Apis mellifera) alternativ als Rassen oder als Subspezies bezeichnet (vergleiche Artikel Rassen der Westlichen Honigbiene), dies geht hier wohl auf die Analogie mit anderen Haustieren zurück.

### Zuchtwesen
In der Haustier- und Kulturpflanzenzucht wird „Rasse“ bzw. „Sorte“ zur Differenzierung innerhalb einer Art verwendet. Diese Definition obliegt den jeweiligen Züchtern bzw. Zuchtverbänden. Insofern können sich hier im Lauf der Zeit Veränderungen bei der Definition ergeben, wann und ob es sich um eine Rasse handelt.